# Eriachne mucronata
Eriachne mucronata är en gräsart som beskrevs av Robert Brown. Eriachne mucronata ingår i släktet Eriachne och familjen gräs. Inga underarter finns listade i Catalogue of Life.